# Laurence de La Ferrière
Pour les articles homonymes, voir La Ferrière.
Laurence de La Ferrière, née le 16 mars 1957 à Casablanca au Maroc, est une mathématicienne, alpiniste et une aventurière française. Elle finance ses aventures en écrivant des livres et en donnant des conférences dans le monde entier.

## Biographie
Laurence de la Ferrière, naît le 16 mars 1957 à Casablanca, dans une famille aisée, son père travaillant comme commercial dans une entreprise de briques. En 1965, sa famille déménage dans la région lyonnaise en France en raison de l'instabilité régnant au Maroc. Après avoir obtenu son diplôme secondaire, elle suit un stage d'escalade en 1977 à Courmayeur dans le massif du Mont-Blanc où elle rencontre son futur mari, le guide Bernard Muller. Elle s'implique avec lui pour organiser des stages, treks et expéditions sur les plus hautes montagnes du monde.
En 1984, elle gravit le Kangchenjunga dans l'Himalaya (8 505 m d'altitude), établissant le nouveau record mondial féminin d'ascension en haute altitude sans oxygène.
En 1985, elle gravit le versant Diamir du Nanga Parbat, à 8 125 m, sans oxygène.
En 1991, elle explore la banquise au nord de la Sibérie, en attelage de chiens de traîneau.
En 1992, elle tente l'ascension de l'Everest, sans oxygène et atteint la cote approximative de 8 700 m, établissant ainsi le nouveau record féminin d'altitude sans oxygène.
En 1992, elle réalise l'ascension du mont McKinley en Alaska.
En 1993, elle réalise l'ascension du Puncak Jaya en Nouvelle-Guinée (Irian Jaya).
En 1995, elle réalise la traversée intégrale du Spitzberg et du Groenland de la côte ouest à la côte est, en autonomie totale.
Durant l'été austral 1996-1997, elle réalise la première traversée française en solitaire du continent Antarctique jusqu'au pôle Sud et devient ainsi la première et seule femme à avoir traversé l'Antarctique en intégrale et en solitaire.
Durant l'été austral 1999-2000, elle réalise la deuxième partie de sa traversée en solitaire du continent Antarctique, du pôle sud à la Terre Adélie : 3 000 km en 73 jours, avec des voiles de kite et des skis nordiques.
Laurence de la Ferrière est la première et la seule femme au monde à avoir traversé intégralement l'Antarctique en solitaire.
Début 2006, du 9 janvier au 13 avril, elle réalise la traversée de l'arc alpin, à ski sur 2 500 km, de l'Autriche (Pusberg) à la mer Méditerranée (Menton) en cent jours. Au total 38 massifs montagneux, 15 sommets, 110 cols et 120 000 mètres de dénivelé. Cette aventure est aussi pour elle l'occasion d'observer et de témoigner de la fragilité de ce territoire montagneux, peuplé de plusieurs dizaines de millions d'habitants.
De 2008 à 2010, nommée chef de district pour la terre Adélie par le Ministère de l'Outremer, elle dirige la base Dumont-d'Urville en Antarctique. En juillet 2009, partie seule de nuit en expédition pour relever des épaisseurs de glace, elle tombe dans un trou d'eau, la glace ayant fondu et craqué sous ses pieds ; elle réussit à en sortir en se débarrassant de son sac à dos et en rampant sur le bord du trou.

## Vie personnelle
Laurence Gaultier de La Ferrière est mère de deux enfants, nées en 1988 et 1993.

## Livres
- Alpissima - éd.Robert Laffont, 2007
- Seule dans le vent des glaces - éd. Robert Laffont, J'ai lu n°6372 Prix Vérité 2000 de la ville de Le Cannet
- 8 000 mètres et quelques rêves - éd. Bueb & Reumaux, 1986
- Antarctique, Au cœur du continent blanc - éd. Gallimard, 2021

## Distinctions
- Officier de la Légion d'honneur le 14 avril 2017 (chevalier du 6 novembre 2008)[7]